# Nakiri bōchō

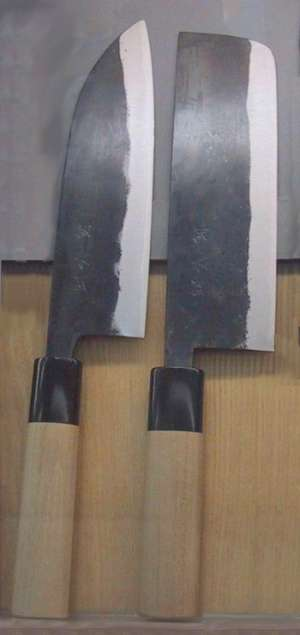
Nakiri bocho, estil Osaka a l'esquerra i estil Tòquio a la dreta.

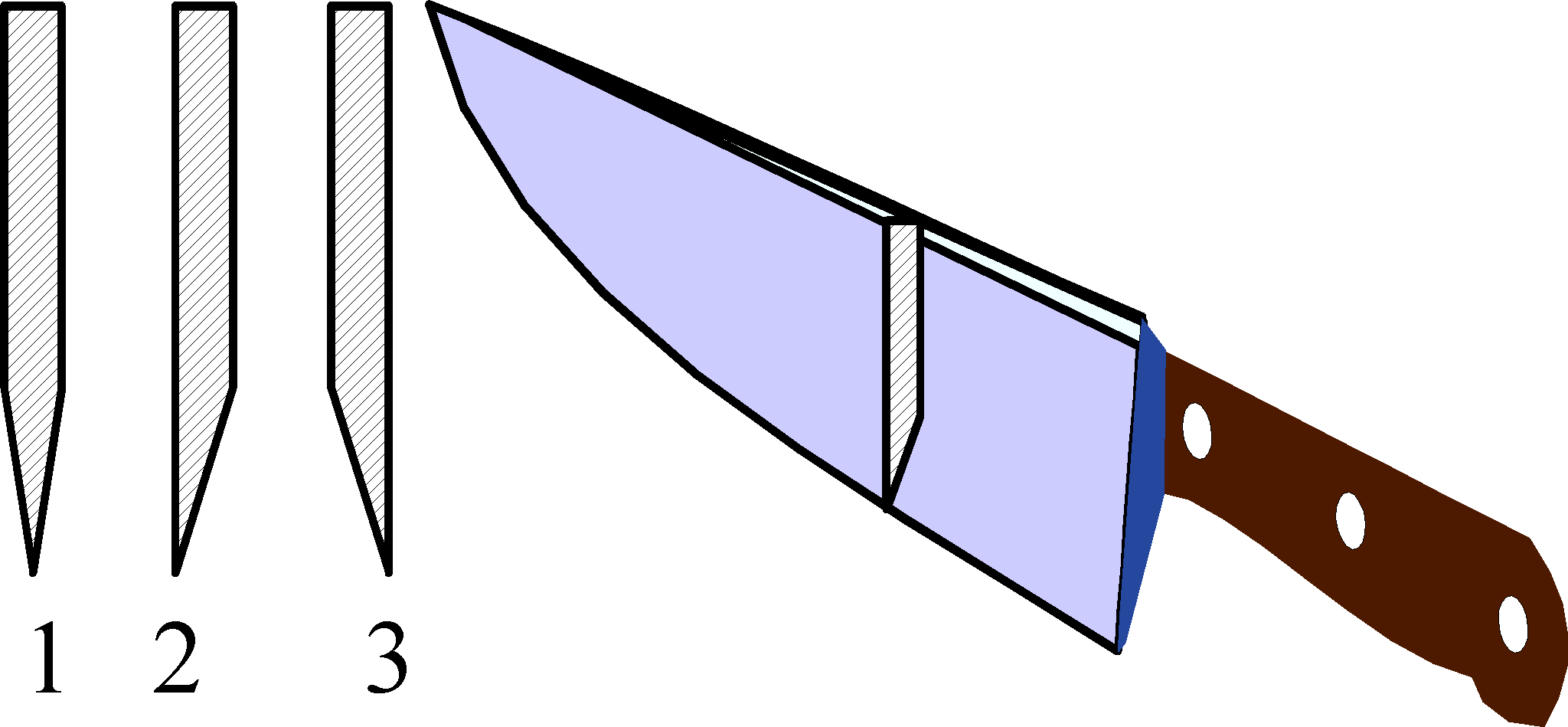
(1) Tall ryoba (2) Tall kataba per a destres (3) Tall kataba per a esquerrans. (El ganivet d'exemple és del tipus occidental).

El nakiri bocho (菜切り包丁, lit. «ganivet nakiri») i el usuba bocho (うすば包丁, «ganivet prim») són ganivets de vegetals d'estil japonès. Es diferencien del degui bōchō en la seva forma, com en la seva fulla recta i filosa, adequat per tallar qualsevol forma sense necessitat de pressionar o empènyer horitzontalment. Aquests ganivets són també més prims. Mentre que la fulla del deba bocho és pesada per tallar fàcilment sobre ossos prims, la fulla és molt gruixuda per tallar vegetals i pot partir les rodanxes dels vegetals degut al grossor de la fulla. El nakiri bocho i el usaba bocho tenen una fulla molt més prima. No és bo per tallar petits ossos del peix o carn, però és molt bo per tallar vegetals.
Els nakiri bocho són ganivets per a ús casolà i acostumen a tenir una fulla negra. La forma del nakiri bocho varia depenent de la regió d'origen, els ganivets de l'àrea de Tòquio són de forma rectangular, mentre que els ganivets de l'àrea d'Osaka tenen una cantonada rodona al costat més allunyat del ganivet. El costat tallant està en angle de tots dos costats, anomenat ryoba, la qual cosa fa més fàcil fer talls rectes.
Els usaba bocho són ganivets de vegetals emprat per professionals. Difereixen del nakiri bocho en la forma de la fulla del tall. Mentre que el nakiri bocho és afilat en tots dos costats, el usuba bocho és afilat d'un costat, un estil conegut com a kataba en japonès. L'alta qualitat de les fulles kataba tenen una fina depressió al costat prim. Aquest estil de fulla kataba dona millors talls i permet la capacitat de tallar en rodanxes primes que el ryoba emprat en el nakiri bocho, però requereix més habilitat per utilitzar-lo. El costat afilat és usualment el dret per a una mà destra, però existeixen amb el costat afilat esquerre per a esquerrans. L'usuba bocho és una mica més pesat que el nakiri bocho, encara que és més lleuger que un deba bocho.